# 潤泰全球
25°02′49.6″N 121°32′32.8″E / 25.047111°N 121.542444°E
潤泰全球股份有限公司（簡稱潤泰全球）（Ruentex Industries Limited）（原名潤泰紡織股份有限公司），（臺證所：2915），是一家台灣的大型連鎖紡織服飾業，成立於1984年，原名潤泰紡織，由潤泰企業集團總裁尹衍樑所創設。

## 發展簡史
- 公司成立於1953年，原名「潤泰紡織染整工業股份有限公司」為潤泰集團的核心企業，後逐漸擴展營運領域包括紡織、零售、成衣貿易及保險等。
- 1976年1月14日：潤泰紡織染整工業股份有限公司正式更名為潤泰全球股份有限公司[3]。
- 1977年7月20日：股票上市（臺證所：2915）。

## 旗下投資事業
- 潤泰精密材料

## 外部連結
- OTC上（興）櫃股票：2915（上櫃、興櫃，若已上市或直接上櫃、上市者，興櫃資料無法查詢）
- 潤泰全球股份有限公司 （页面存档备份，存于） - 商工登記公示資料查詢服務
- （繁體中文）潤泰集團全球服務網 （页面存档备份，存于）
- （繁體中文）台灣公司資料